# CDU/CSU

Logotyp för den gemensamma partigruppen i Tysklands förbundsdag.

CDU/CSU är samarbetet mellan systerpartierna CDU och CSU i Tyskland. CSU är verksamt i Bayern, CDU i övriga Tyskland. De kallas även tillsammans för ”Unionsparteien” eller bara ”Union” och bildar tillsammans CDU/CSU-Bundestagsfraktion i den tyska förbundsdagen. Partierna har tillsammans vunnit en rad förbundsdagsval och bildat regeringar i Tyskland.

## Bakgrund
Bindningen mellan CDU och CSU har inte alltid varit så fast som den är idag: 1976 kom en kortare tids brytning genom Kreuther Trennungsbeschluss på initiativ av CSU-ledaren Franz Josef Strauß. Under dessa år fanns en diskussion om att CSU skulle bryta sig loss från samarbetet och bli det fjärde stora partiet (”Vierte Partei”). Dessa tankar kom man dock att lämna även om stridigheterna fortsatte, bland annat i samband med valet 1980 då Strauß var kanslerkandidat. Strauß hotade återigen med att bryta sig och CSU ur samarbetet om han inte fick förtroendet som kanslerkandidat. Nederlaget i valet 1980 innebar att Strauß position försvagades och istället kunde CDU återfå initiativet i samarbetet under Helmut Kohl. 
1982 följde en koalitionsregering genom CDU/CSU tillsammans med FDP. Man vann sedan förbundsdagsvalen 1983, 1987, 1990 och 1994. CSU har haft tunga ministerposter som finansminister och 2002 var CSU:s ledare Edmund Stoiber kanslerkandidat. CDU/CSU återkom i regeringsställning 2005, då de regerade i så kallad storkoalition med socialdemokratiska SPD. Efter förbundsdagsvalet 2009, då CDU/CSU erhöll 33,5 procent av rösterna, regerade man i majoritetsställning med det liberala frihetspartiet FDP, innan man 2013–2021 återigen regerade med SPD. Angela Merkel från CDU var förbundskansler hela perioden 2005–2021.
I 2021 års val fick CDU/CSU ett historiskt dåligt valresultat med 24,1 procent av rösterna. Det var partiets sämsta valresultat i förbundsrepubliken Tysklands historia, varpå man gick i opposition. I valet 2025 ökade väljarstödet igen, och CDU/CSU kunde bilda regering i koalition med SPD med Friedrich Merz från CDU som Tysklands förbundskansler.